# Condell Park, New South Wales

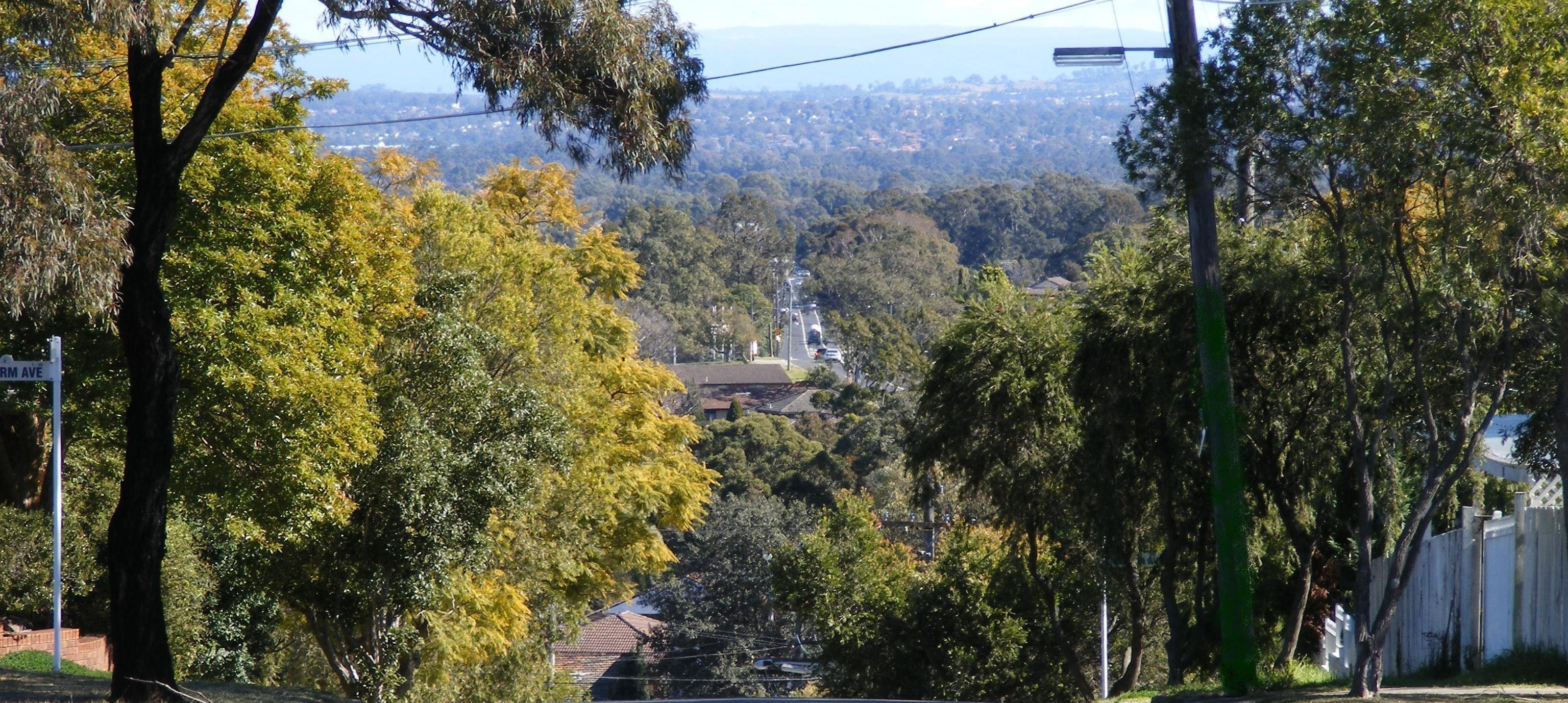
Black Charlie's Hill, Condell Park

Condell Park este o suburbie în Sydney, Australia.